# Ozarba variegata
Ozarba variegata är en fjärilsart som beskrevs av Le Cerf 1911. Ozarba variegata ingår i släktet Ozarba och familjen nattflyn. Inga underarter finns listade i Catalogue of Life.